# Аллакакет (аэропорт)
Аэропорт Аллакакет (англ. Allakaket Airport), (ИАТА: AET, ИКАО: PFAL, FAA LID: 6A8), — государственный гражданский аэропорт, расположенный в 4 километрах к северо-западу от центрального делового района города Аллакакет (Аляска), США.
Аэропорт зачастую называют Новым аэропортом Аллакакет, поскольку его инфраструктура была построена в юго-восточной части прежнего аэропорта, который в настоящее время закрыт и не принимает воздушные суда.
По статистическим данным Федерального управления гражданской авиации США услугами Аэропорта Алакакет в 2007 году воспользовались 2505 пассажиров, что на 27 % больше аналогичного показателя за 2006 год (1969 человек).

## Операционная деятельность
Аэропорт Аллакакет располагается на высоте 134 метра над уровнем моря и эксплуатирует одну взлётно-посадочную полосу:
- 5/23 размерами 1219 x 30 метров с гравийным покрытием.

За период с 31 декабря 2005 года по 31 декабря 2006 года Аэропорт Аллакакет обработал 2 270 операций взлётов и посадок самолётов (189 операций ежемесячно). Из них 53 % пришлось на аэротакси, 46 % на авиацию общего назначения и 1 % составили рейсы военной авиации.